# 达里娅·克列皮科娃
达里娅·谢尔盖耶夫娜·克列皮科娃（俄語：Дарья Сергеевна Клепикова，2005年2月11日—），俄罗斯女子游泳运动员，2024年世界短池游泳锦标赛混合4×50米混合泳接力和混合4×100米混合泳接力金牌得主、2025年世界游泳锦标赛混合4×100米混合泳接力金牌得主和混合4×100米自由泳接力银牌得主。